# Spilasma
Spilasma es un género de arañas araneomorfas de la familia Araneidae. Se encuentra en  América.

## Lista de especies
Según The World Spider Catalog 12.0:
- Spilasma baptistai Levi, 1995
- Spilasma duodecimguttata (Keyserling, 1879)
- Spilasma utaca Levi, 1995